# 1000 de întâmplări mortale
1000 de întâmplări mortale (engleză 1000 Ways to Die) este un serial fictiv care prezintă diferite modalități ce pot cauza decesul unei persoane. Episoadele sunt inspirate din mituri urbane, studii științifice și întâmplări reale. În Statele Unite ale Americii, emisiunea a debutat pe data de 14 mai 2008, rulând până în prezent de-a lungul a patru sezoane. În timpul prezentării unui eveniment, în colțul ecranului apar imagini ale unor experți care explică circumstanțele ce au cauzat moartea victimelor. O parte a acestor decese afișate în cadrul emisiunii au fost nominalizate pentru premiul Darwin. 
În România, serialul este difuzat pe Pro Arena.

## Stilizare
1000 de întâmplări mortale folosește liber licențe artistice pentru a înfrumuseța sau schimba circumstațele în care evenimentele s-au petrecut în realitate pentru a oferi o experiență mai bună telespectatorilor. Spectacolul este completat de un narator ce folosește umorul negru în relatarea întâmplărilor, diferite animații generate pe calculator pentru a explica amănunțit cauzele morții și interviuri cu diverși experți, precum medici, chimiști, fizicieni, pirotehniști sau vedete porno.